# 马营镇 (宝鸡市)
马营镇，是中华人民共和国陕西省宝鸡市渭滨区下辖的一个镇。

## 行政区划
马营镇下辖以下地区：
七一社区、旭光村、姚家岭村、廖家沟村、温泉村、郭家村、永清村、杨家山村、黄家山村、沙河沟村、燃灯寺村、袁家坪村、朴南村、朴西村、朴东村、明星村、东星村、郭家崖村、凉泉村、凉泉堡村、下沟村、洙浴村和柘沟村。